# 9639 Scherer
9639 Scherer este un asteroid din centura principală de asteroizi.

## Descriere
9639 Scherer este un asteroid din centura principală de asteroizi. A fost descoperit pe 10 august 1994 la Observatorul La Silla de Eric Walter Elst. El prezintă o orbită caracterizată de o semiaxă mare de 2,40 ua, o excentricitate de 0,06 și o înclinație de 2,3° în raport cu ecliptica.